# Hannah Mancini
Hannah Leah Mancini, född 12 mars 1980 i Fresno,, också känd som Stella Mercury, är en amerikansk-slovensk sångare.

## Biografi
Hannah Mancini fyttade till Slovenien år 2007 och har sedan dess arbetat inom landets musikindustri.

## Karriär

### Eurovision Song Contest 2011
År 2011 deltog hon i EMA 2011, Sloveniens nationella uttagning till Eurovision Song Contest 2011. I finalen den 27 februari framförde hon låten "Ti si tisti" tillsammans med Sylvain och Mike Vale. Efter att resultatet kommit in, bestående av 100% jury, stod det klart att de inte gått vidare till superfinalen.

### Eurovision Song Contest 2013
Den 1 februari 2013 meddelade RTVSLO att hon valts ut internt till att representera Slovenien i Eurovision Song Contest 2013 i Malmö i Sverige. Mancini framförde låten Straight Into Love i den första semifinalen av tävlingen men gick inte vidare till final.